# テリクロオウム
テリクロオウム（Calyptorhynchus lathami）は、オウム目インコ科に分類される鳥類。

## 分布
- C. l. erebus

オーストラリア（ニューサウスウェールズ州東部）固有亜種
- C. l. halmaturinus

オーストラリア（カンガルー島）固有亜種
- C. l. lathami

オーストラリア（クイーンズランド州南東部）固有亜種

## 形態
全長46-51cm。メスよりもオスの方が大型になる。全身は黒褐色の羽毛で覆われ、上面には緑色の光沢がある。尾羽には2本の赤い帯模様が入る。
嘴は大型で、上嘴は丸みを帯び下嘴は幅広く先端が凹む。この嘴は下記のように硬い殻で覆われたアロカズアリナ属の種子を食べるのに適している。虹彩は暗褐色。後肢の色彩は灰色。
メスは後頭や頸部側面に黄色い斑紋があり、尾の赤い斑紋に黒い縦縞が入る。

## 分類
- Calyptorhynchus lathami erebus
- Calyptorhynchus lathami halmaturinus
- Calyptorhynchus lathami lathami　(Temminck, 1807)

## 生態
水辺の針葉樹林（主にアロカズアリナ属からなる）や灌木林に生息する。ペアとその幼鳥からなる群れを形成して生活し、家族群が集合し20羽以下の群れを形成することもある。渡りは行わないが、食物を求めて一定地域内を移動する。
食性は雑食で、主にアロカズアリナ属の種子を食べるが、果実、種子（アカシア属、バンクシア属、ヒマワリ、ユーカリ属など）、昆虫類なども食べる。アロカズアリナ属の松毬を後肢で固定して嘴で殻を剥がし種子のみを食べたり、口内で殻は吐き出し舌を使い種子のみを食べる。
繁殖形態は卵生。ユーカリの樹洞に朽ちた木屑を敷いた巣を作り、1回に1-2個の卵を産む。メスのみが抱卵し、抱卵期間は28-29日。メスのみが育雛を行い、オスはメスに食物を運ぶ。雛は孵化してから9-10週間で巣立つ。

## 人間と関係
開発による生息地の破壊などにより生息数は減少している。オーストラリアでは法的に保護の対象とされ、多くの生息地は自然保護区や自然公園に指定されている。また主な食物であるアロカズアリナ属の植林が進められていることから、絶滅の危険性は低いと考えられている。